# Église Notre-Dame de Rosières
L'église Notre-Dame de Rosières est une église catholique française située à Rosières, dans le département de l'Ardèche.

## Histoire
Le clocher de l'église s'est effondré en 1839.

## Galerie de photos

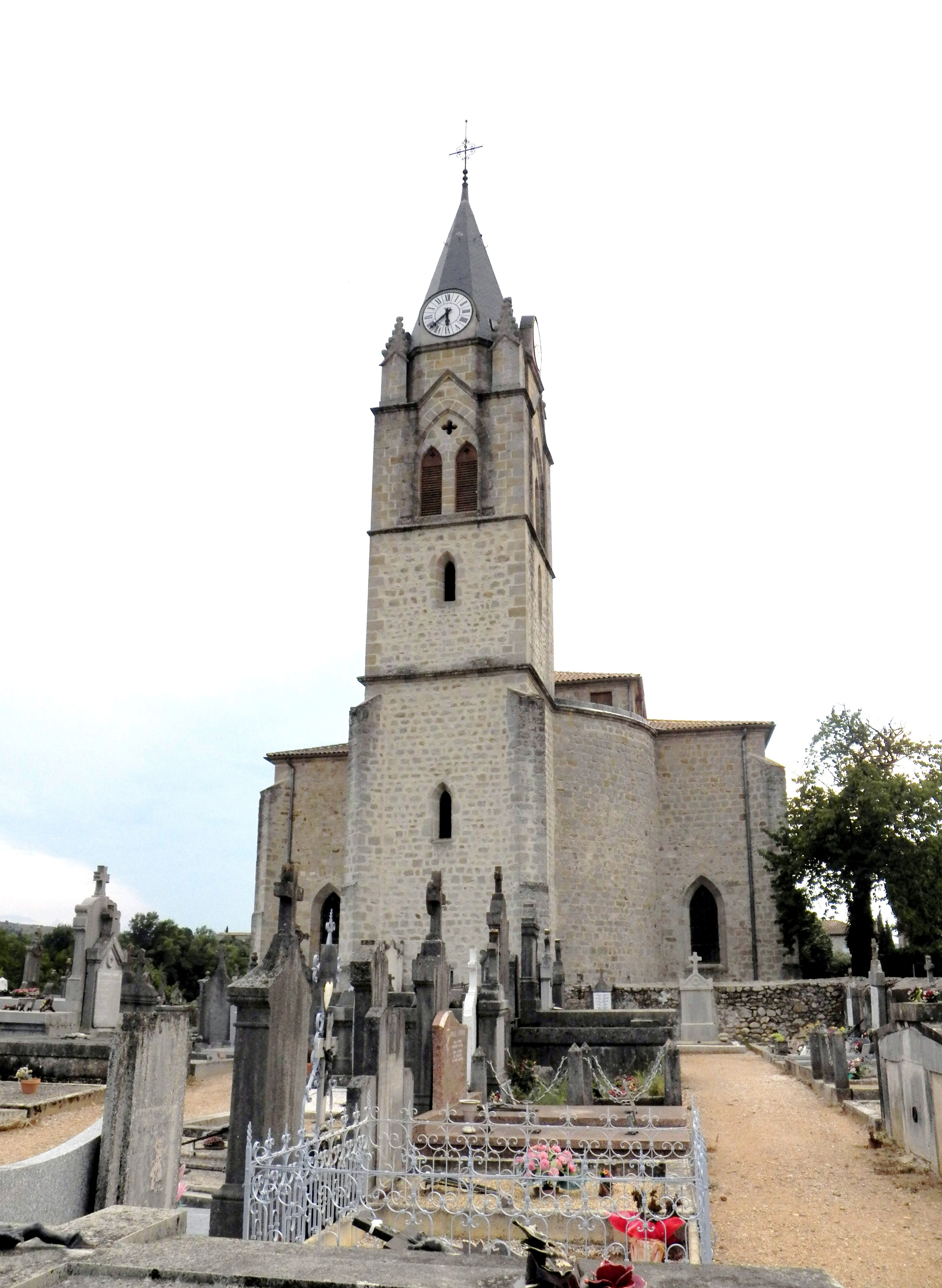
Le clocher.
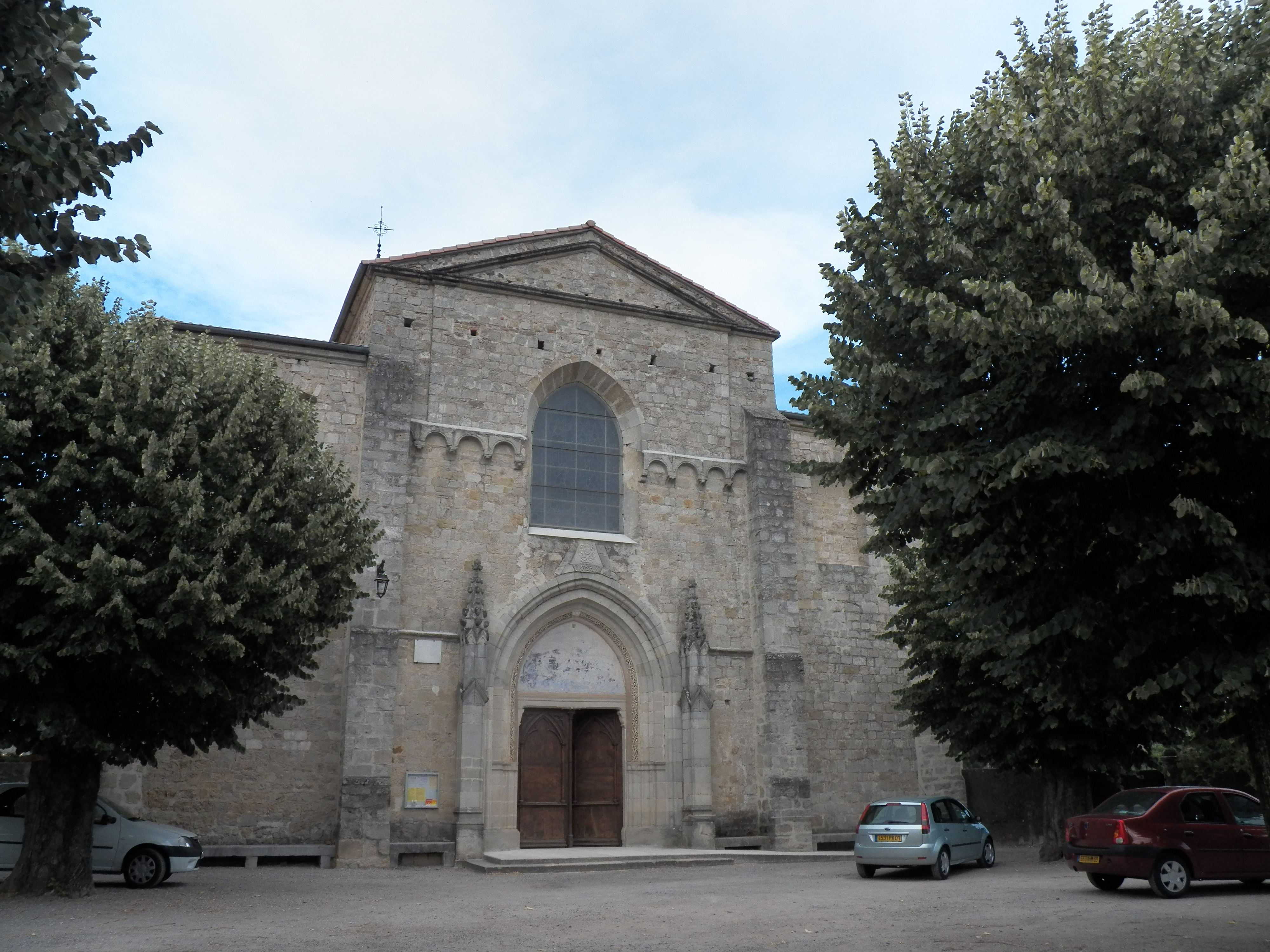
Le clocher effondré en 1839.
- Le porche.
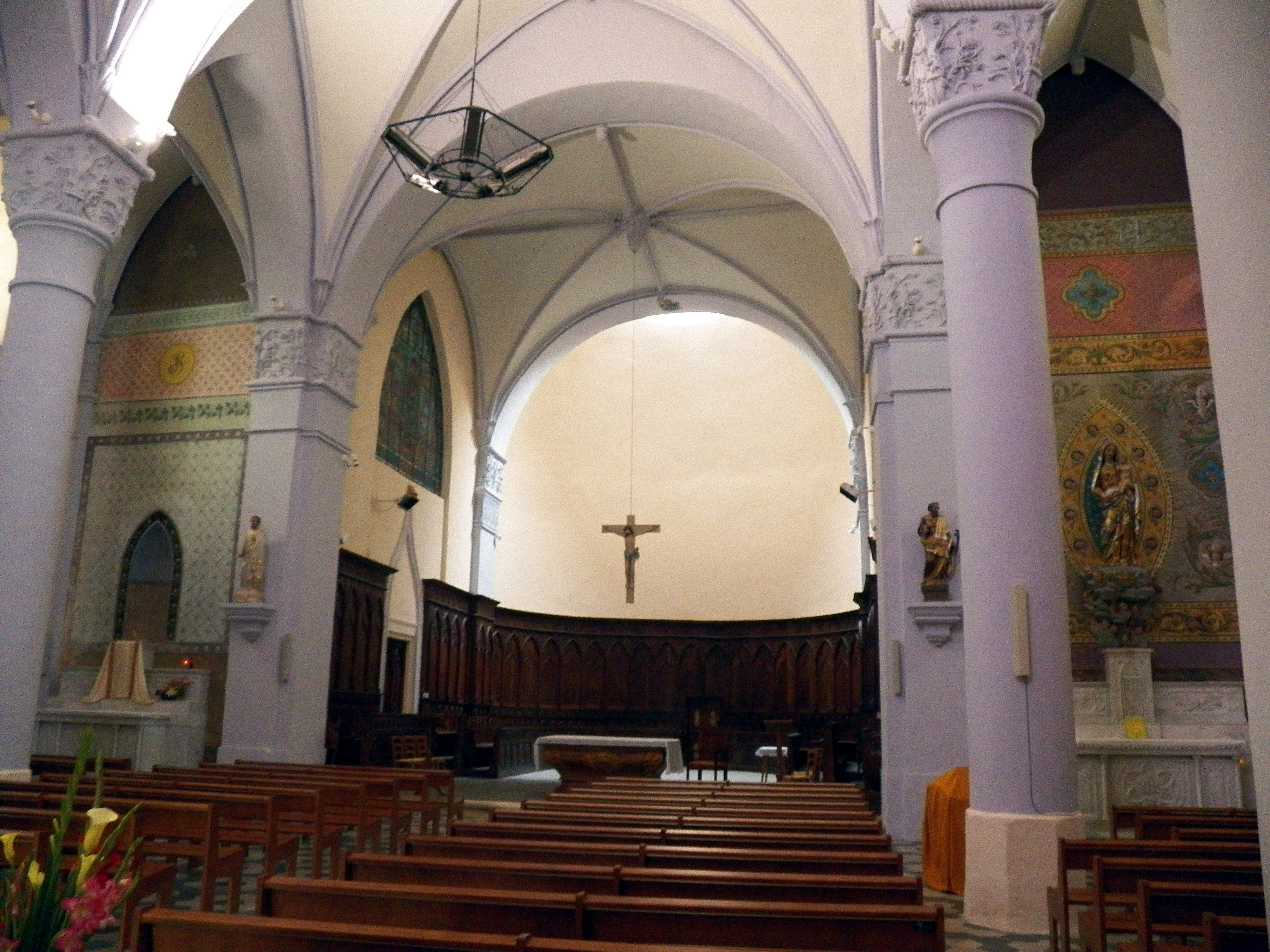
La nef et le chœur.
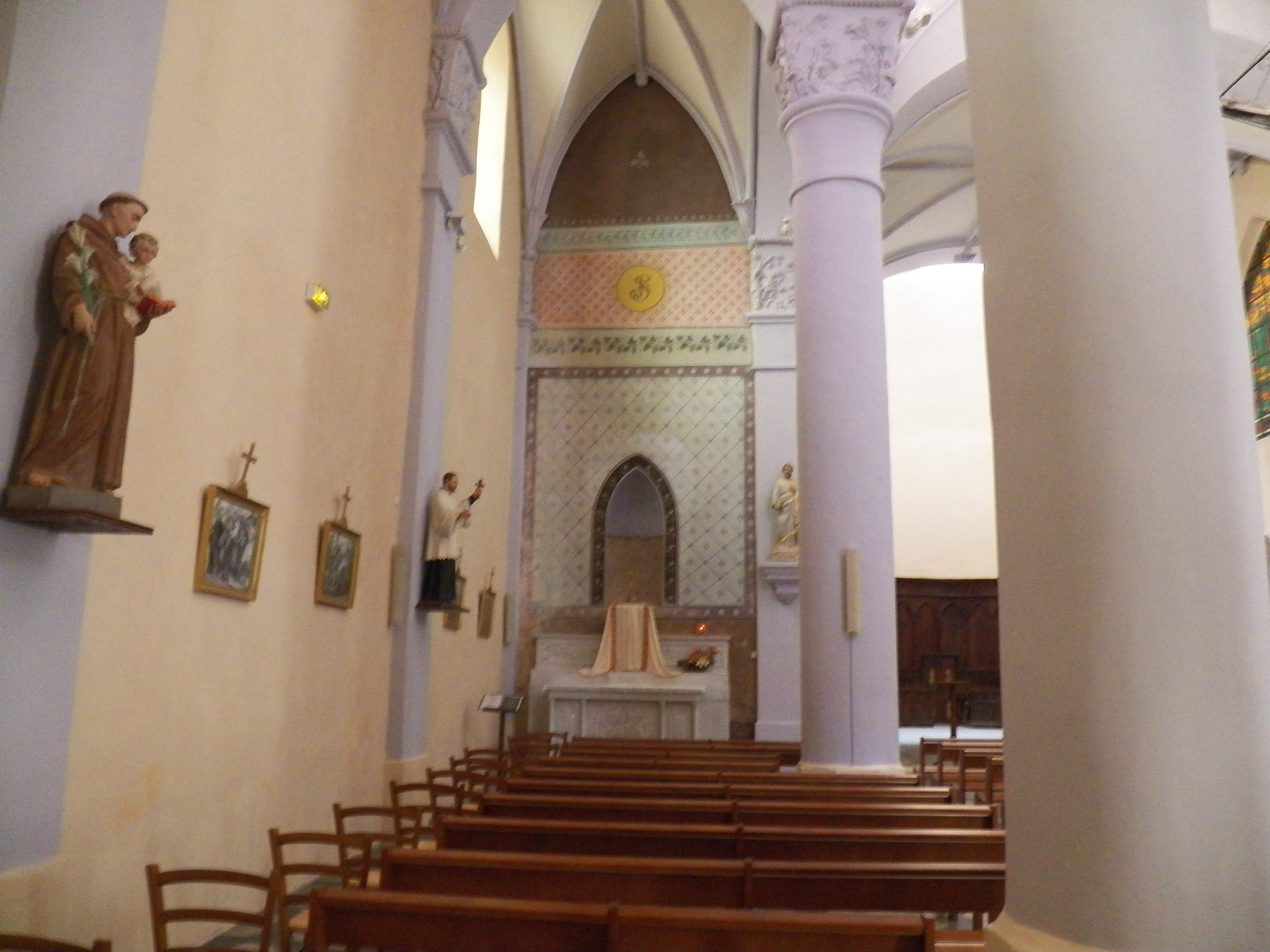
Chapelle latérale.